# NGC 24
NGC 24 är en spiralgalax belägen i stjärnbilden Bildhuggaren, som befinner sig på 23,8 miljoner ljusårs avstånd från solsystemet. Den upptäcktes 1785 av William Herschel.

## Egenskaper
Den allmänna formen av NGC 24 specificeras av dess morfologiska klassificering av SA(er)c, vilken anger att den är en spiralgalax utan stav och utan ringliknande struktur, och har måttlig till löst lindade spiralarmar. Galaxen är belägen i närheten av Bildhuggargruppen, men är faktiskt ett bakgrundsobjekt, som är mer än tre gånger så avlägset. Det kan bilda ett par med en annan bakgrundsgalax, NGC 45.

## Galleri

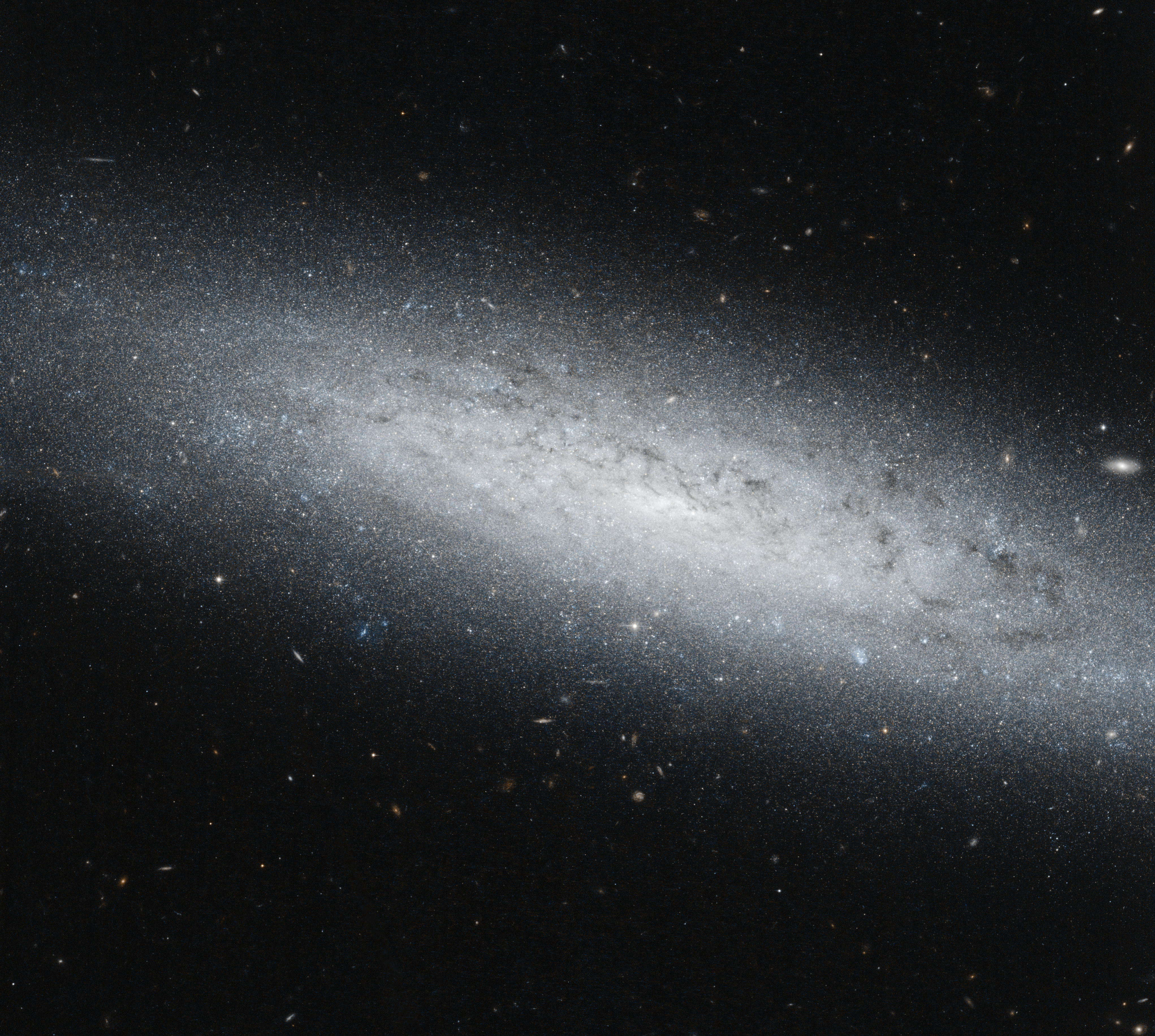
Bild från Hubbleteleskopet
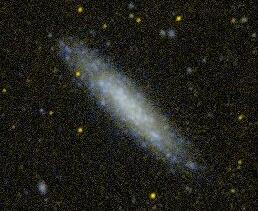
GALEX (ultraviolet)
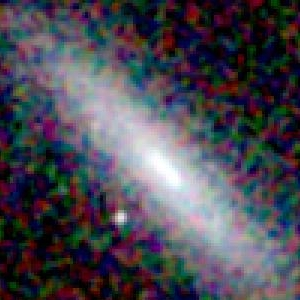
2MASS (nära-infraröd)
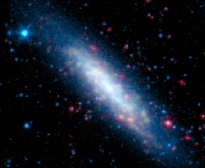
Spitzer (infraröd)
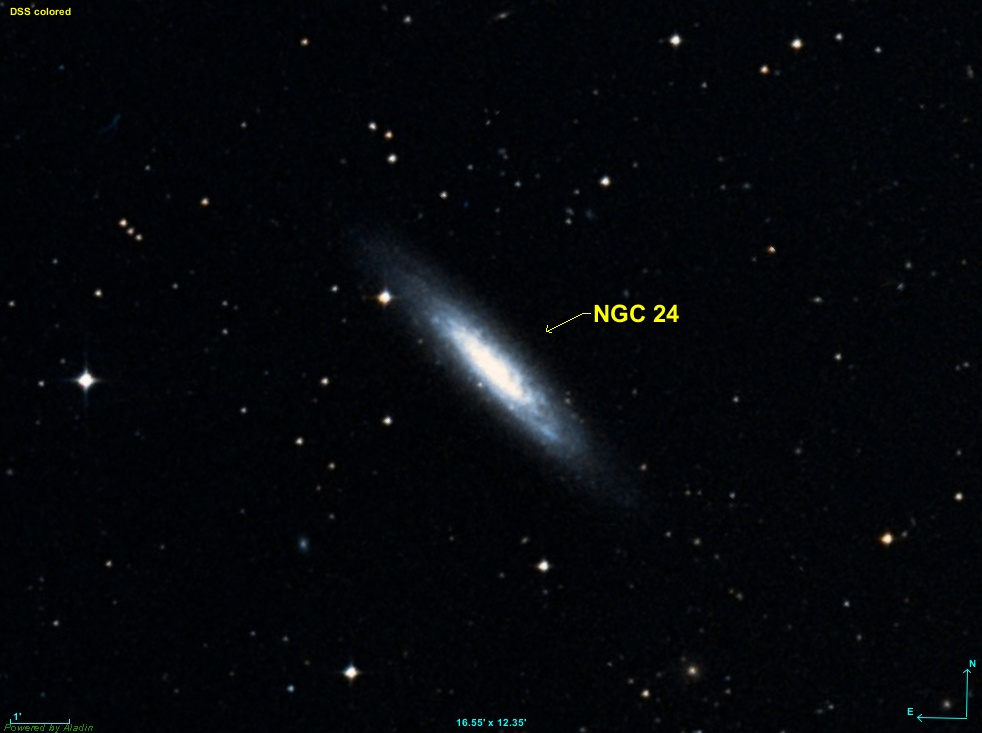
DSS
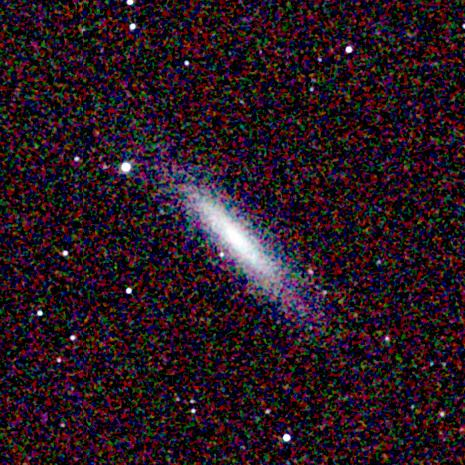
2MASS JHK
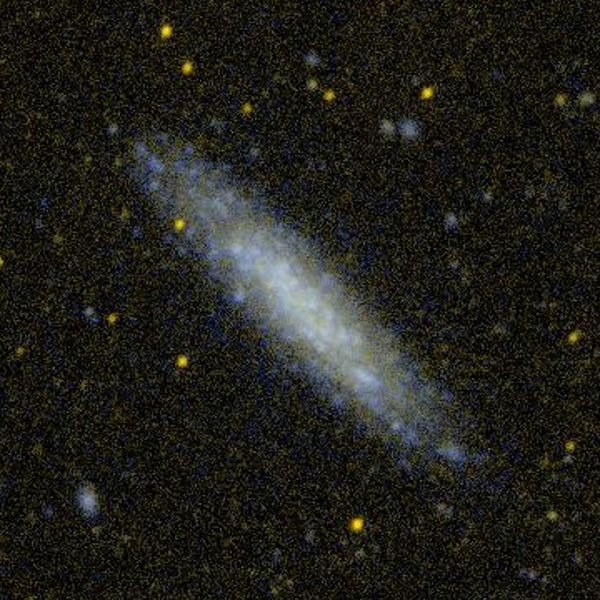
GALEX/WikiSky
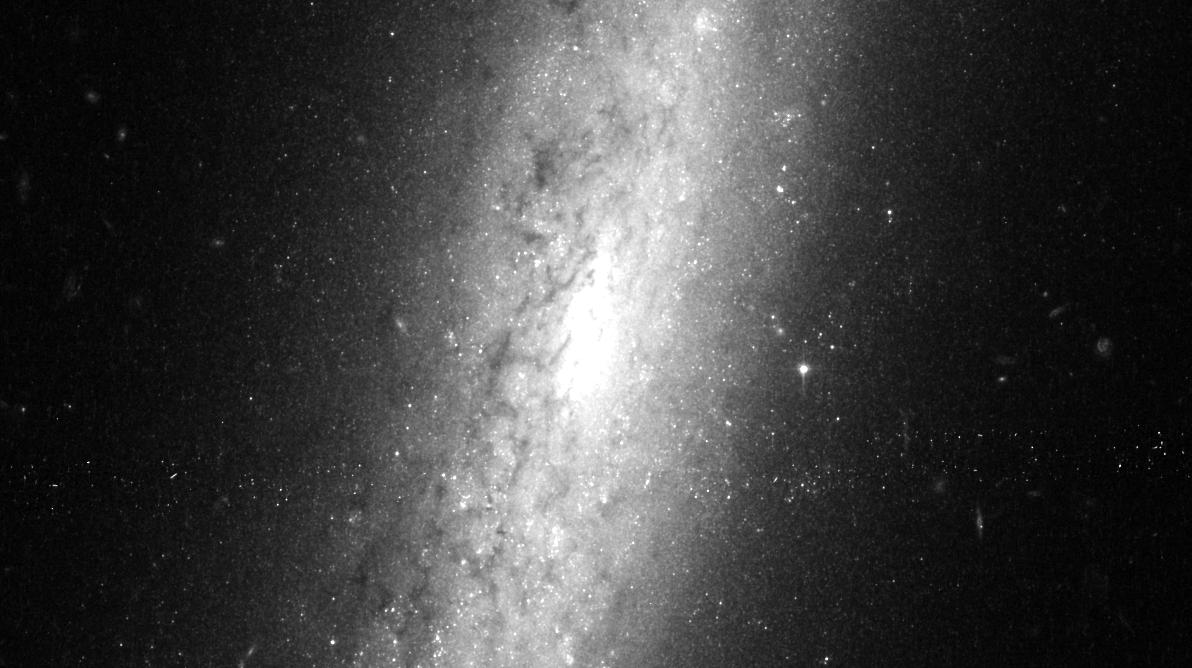
Bild från Hubbleteleskopet
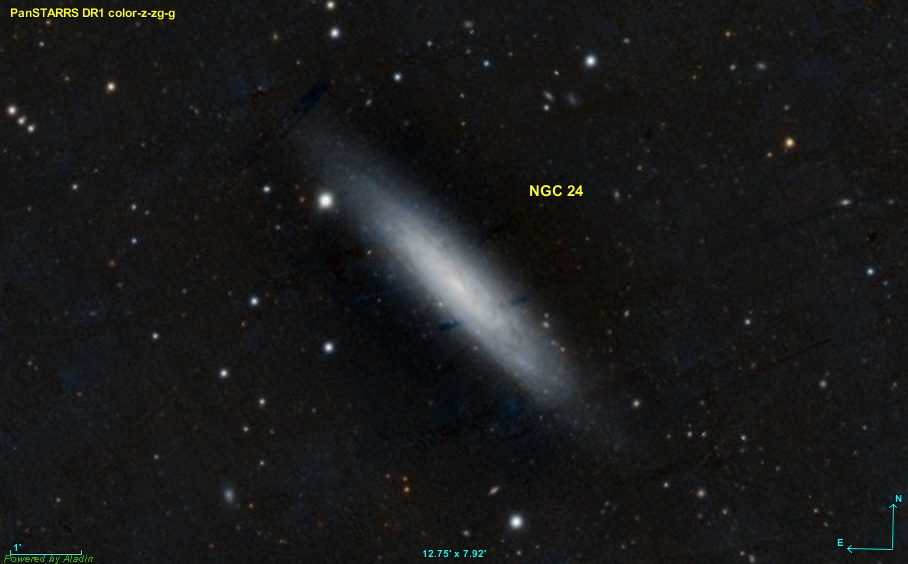
Pan-STARRS